# Championnat international interclubs de rugby à XIII
Ne doit pas être confondu avec le Treize Tournoi de 1998 ou le Tournoi franco-britannique de rugby à XIII organisé en 2012
Le Championnat international interclubs de rugby à XIII est une compétition internationale de rugby à XIII créée en 1956 par la Rugby Football League et la Fédération française de rugby à XIII et opposant les deux meilleurs clubs du Championnat d'Angleterre aux deux meilleurs de Championnat de France .

## Classement
| Classement |             |   |   |   |   |     |     |     |
|            | Équipe      | J | V | N | D | PP  | PC  | Pts |
| 1          | Hull FC     | 6 | 5 | 1 | 0 | 132 | 58  | 11  |
| 2          | Halifax     | 6 | 4 | 0 | 2 | 119 | 99  | 8   |
| 3          | Albi        | 6 | 1 | 1 | 4 | 91  | 108 | 3   |
| 4          | Carcassonne | 6 | 1 | 0 | 5 | 55  | 132 | 2   |

| 20 octobre 1956   | Halifax     | 10 - 14 | Hull FC     | Halifax                         |
| 21 octobre 1956   | Carcassonne | 14 - 11 | Albi        | Stade Albert-Domec, Carcassonne |
| 1er novembre 1956 | Carcassonne | 5 - 13  | Hull FC     | Stade Albert-Domec, Carcassonne |
| 1er janvier 1956  | Albi        | 11 - 19 | Halifax     | Albi                            |
| 4 novembre 1956   | Carcassonne | 9 - 24  | Halifax     | Stade Albert-Domec, Carcassonne |
| 4 novembre 1956   | Albi        | 7 - 23  | Hull FC     | Albi                            |
| 12 avril 1957     | Hull FC     | 28 - 5  | Carcassonne | Hull                            |
| 13 avril 1957     | Halifax     | 21 - 20 | Albi        | Halifax                         |
| 15 avril 1957     | Hull FC     | 19 - 19 | Albi        | Hull                            |
| 15 avril 1957     | Halifax     | 33 - 10 | Carcassonne | Halifax                         |
| 22 avril 1957     | Hull FC     | 35 -12  | Halifax     | Hull                            |
| 21 avril 1957     | Albi        | 23 - 12 | Carcassonne | Albi                            |